# Morusy
Morusy – wieś w Polsce położona w województwie podlaskim, w powiecie monieckim, w gminie Krypno.
W latach 1975–1998 miejscowość administracyjnie należała do województwa białostockiego.
Wierni kościoła rzymskokatolickiego należą do parafii Narodzenia Najświętszej Maryi Panny w Krypnie.

## Zabytki
- Dom Pamięci po Włodzimierzu Puchalskim, prekursorze polskiego filmu przyrodniczego i wybitnym fotografiku. Morusy:  chałupa nr 6, drewniana, 2 poł. XIX, nr rej.: 465 z 28.08.1979,  stodoła przy chałupie nr 6, początek XX, nr rej.: 466 z 28.08.1979[8].   Chałupa Włodzimierza Puchalskiego w Morusach

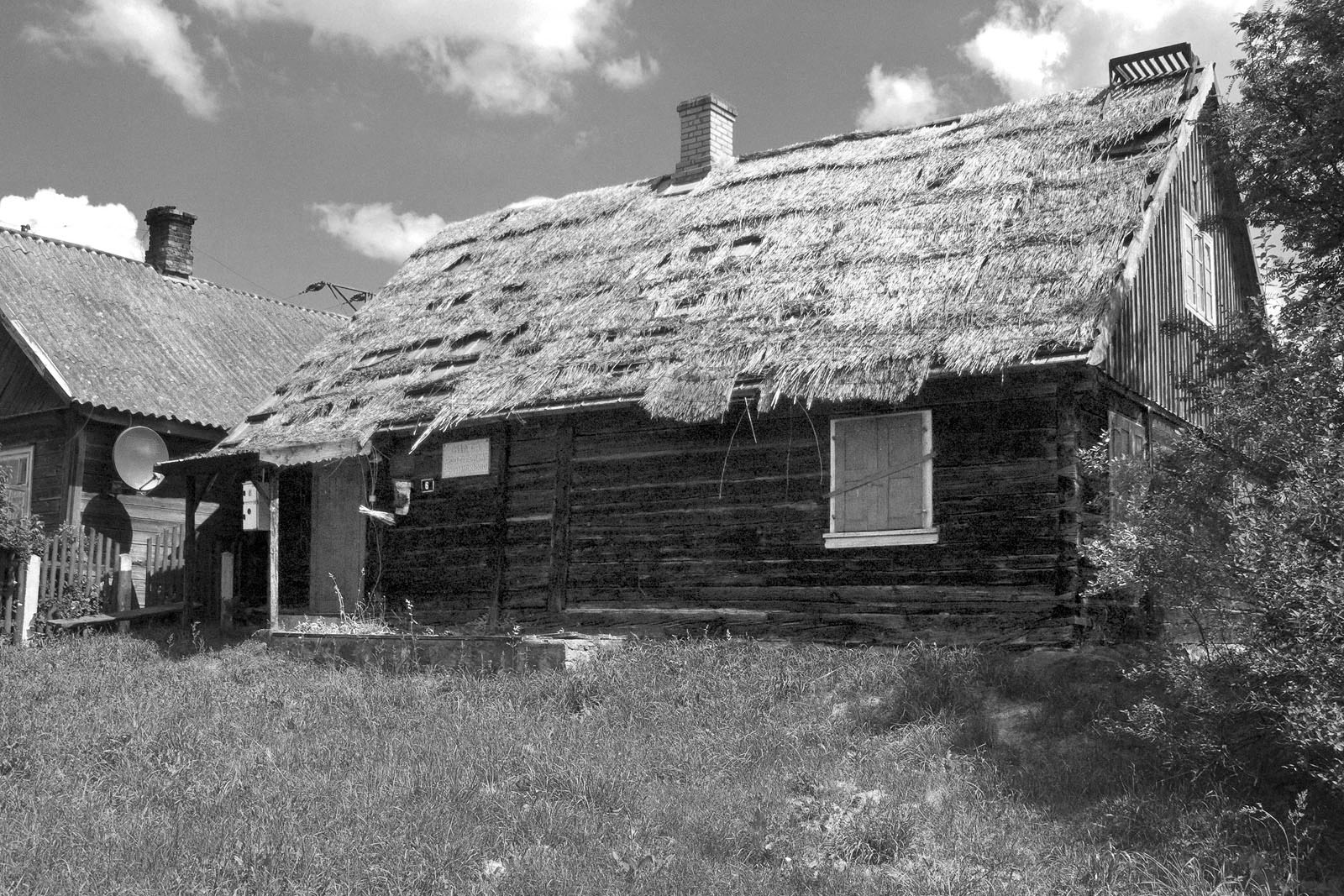
Chałupa Włodzimierza Puchalskiego w Morusach